# Les Marches
Les Marches es una localidad y comuna francesa situada al sudeste de Chambéry dentro del departamento de Saboya, en la región Ródano-Alpes. Está a una altitud entre 244 m y 1.115 m a lo largo de 15,35 km².

## Demografía
| 689 | 786 | 970 | 1 308 | abs. | 1 627 | 1 659 | abs. | 1 895 | 1 868 | 1 777 | 1 680 | 1 662 | 1 081 | 1 131 | 1 117 | 1 126 | 1 098 | 1 102 | 1 020 | 961 | 1 007 | 956 | 987 | 936 | 909 | 991 | 971 | 1 108 | 1 233 | 1 416 | 2 135 | 2 483 | 2 471 |
| Para los censos de 1962 a 1999 la población legal corresponde a la población sin duplicidades (Fuente: INSEE [Consultar]) |     |     |       |      |       |       |      |       |       |       |       |       |       |       |       |       |       |       |       |     |       |     |     |     |     |     |     |       |       |       |       |       |       |